# The Bodydonnas
The Bodydonnas was een professioneel worsteltag-team dat bekend was in de World Wrestling Federation (WWF). De leden van dit team waren Chris Candido (Skip), Tom Prichard (Zip) en Tammy Lynn Sytch (Sunny). Skip was de kayfabe broer van Zip.

## Geschiedenis
The Bodydonnas werd in 1995 gevormd in de World Wrestling Federation (WWF). Skip en Sunny introduceerden zichzelf als fitnessfanaten en ze maakten plezier met de opponenten en fans. Ze demonstreerden ook hoe fit dat ze waren door het doen van springen tijdens Skips wedstrijden en voerden push ups uit tegen vallende opponenten.
Tijdens de aflevering van WWF Wrestling Challenge op 9 juli 1995 werd Skip verslagen door Barry Horowitz en het verlies werd al geboekt. Skip begon te ruziën met Horowitz en verloor verscheidene wedstrijden.
Door een verhaallijn zou Rad Radford graag een "Bodydonna" worden. Hij worstelde samen met Skip en het duo verloor van The Smokin' Gunns. Meteen na de match ontsloeg Sunny Radford. Deze gebeurtenissen speelden zich af tijdens de aflevering van WWF Superstars of Wrestling op 23 december 1995.
Skip kreeg snel een andere partner en dat was "Bodydonna" Zip (origineel Flip), zijn kayfabe tweelingbroer. Op WrestleMania XII op 31 maart 1996 won The Bodydonnas het WWF Tag Team Championship. Vervolgens begonnen ze te ruziën met The Godwinns en op 19 mei verloren ze hun titel aan The Godwinns. Sunny verliet The Bodydonnas en werd de manager van The Godwinns. Sunny verliet dan The Godwinns opnieuw en ze wilde alleen de kampioenen managen. The Bodydonnas kondigde aan dat ze op zoek waren voor een nieuwe manager.
Paar maanden later werd de team The Bodydonnas ontbonden nadat Skip een blessure opliep.

## In worstelen
- Finishers en signature moves
  - Frankensteiner (Skip)
  - Sit Down splash off the Top (Zip)

## Prestaties
- World Wrestling Federation
  - WWF Tag Team Championship (1 keer)